# Dinhard
Dinhard es una comuna suiza del cantón de Zúrich, situada en el distrito de Winterthur. Limita al norte con las comunas de Thalheim an der Thur y Altikon, al este con Rickenbach, al sur con Winterthur y Seuzach, y al oeste con Dägerlen.

## Transportes
Ferrocarril
Existe una estación de ferrocarril en la que efectúan parada una línea de trenes de cercanías de la red S-Bahn Zúrich.